# Macrocera pumilio
Macrocera pumilio är en tvåvingeart som beskrevs av Friedrich Hermann Loew 1869. Macrocera pumilio ingår i släktet Macrocera och familjen platthornsmyggor. Enligt den finländska rödlistan är arten nära hotad i Finland. Arten är reproducerande i Sverige. Artens livsmiljö är naturmoskogar. Inga underarter finns listade i Catalogue of Life.